# Мітринга Іван-Тадей
Іван-Тадей Мітринга (Мітринґа, Мітрінґа, Мітрінга; псевда: Бирон, Орелюк, Сергій Орелюк, Полин; 5 серпня 1907, с. Петриків (за деякими даними с. Дичків) — 6 вересня 1943, с. Вілля) — український політичний діяч, публіцист, теоретик націоналістичного руху.

## Життєпис
Іван Мітринга народився 5 серпня 1907 року в селі Петрикові, (за деякими даними с. Дичків, обидва села тоді входили до складу Королівство Галичини і Володимирії, Австро-Угорська імперія, нині Тернопільського району Тернопільської області, Україна).
Дитячі та юнацькі роки минули в с. Дичкові. 1928 року закінчив Тернопільську українську гімназію. Під час навчання належав до 28-го юнацького пластунського куреня імені Байди-Вишневецького, організовував підпільні націоналістичні гуртки. У 1930-х роках вивчав історію у Львівському університеті.
1930 року зазнав утисків під час так званої пацифікації. 8 лютого 1932 року польською владою засуджений на півтора року ув'язнення (зокрема, у концтаборі Береза Картузька).
Належав до ОУН, займав ряд провідних постів у Крайовому Проводі ОУН на закордонних українських землях. В ОУН очолив ревізіоністську групу, названу його іменем, яка вимагала перегляду теоретичних засад націоналістичного руху в бік його демократизації.
Наприкінці 1930-х був співвласником видавництва «Дешева книжка» з Володимиром Кунанцем. Був редактором газети «Геть з большевизмом».
Вже в тридцятих роках кинув символічне гасло: «Центральна проблема України, це ані Київ ані Львів, але Донбас», показуючи образно значення робітництва та значення соціальних проблем для всякої визвольної боротьби.
У 1938 році в статті в газеті «Геть з большевизмом» проголосив гасло «Свободу народам! Свободу людині!»
У 1940 році виступив з критикою концепції Степана Бандери орієнтації на Німеччину, висунувши гасло: «Разом з поляками, французами, народами СРСР за вільну Європу без Гітлера і Сталіна».
У 1941 році відійшов від ОУН(б). Заснував Українську Революційну Партію Робітників і Селян, що в 1942 році, після об'єднання з іншими групами, створила Українську народно-демократичну партію. Видавав її партійний орган «Земля і Воля». Разом з Борисом Левицьким влітку 1942 року приєднався до «Поліської Січі» Тараса Бульби-Боровця, в якій очолив відділ пропаганди.
І. Мітринга разом з групою молодших старшин штабу Поліської Січі виступав за збройну відсіч намаганням ОУН(б) під керівництвом Миколи Лебедя підпорядкувати собі всі повстанські формування. Проте у своєму радикалізмі вони не були підтримані більшістю керівництва, на чолі з отаманом Тарасом Бульбою-Боровцем і начальником штабу Леонідом «Зубатим» Щербатюком, що намагались уникати братовбивчих зіткнень з ОУНівцями.
Загинув Іван Мітринга 6 вересня 1943 року біля с. Вілії (Людвіпольська волость, нині Березнівського району Рівненської області) поблизу Острога на Волині у бою з радянськими партизанами.

## Твори
Видавав партійний часопис «Земля і воля». Автор праць і драматичних творів:
- Vare, redde mihi legiones meas! (Вар, віддай мені мої легіони) [Архівовано 9 лютого 2015 у Wayback Machine.] джерело: Студентський шлях. — 1933. — Ч. 8—9. — С. 213—218.
- «Горять колгоспи. Драма на 5 дій» (1936, Тернопіль),
- «Фабричні дими. Драма на 5 дій» [Архівовано 7 лютого 2021 у Wayback Machine.] (1937, Львів),
- «Большевицька революція» [Архівовано 6 лютого 2021 у Wayback Machine.] (1937, Львів),
- «Гітлер і Україна» (1939),
- «Наш шлях боротьби» (1940),
- «Володимир Великий» [Архівовано 30 листопада 2020 у Wayback Machine.] (1942, Краків[2]).